# Кейт Вінслет
Кейт Елі́забет Ві́нслет (англ. Kate Elizabeth Winslet; нар. 5 жовтня 1975, Редінг, Велика Британія) — англійська акторка кіно та озвучення. Володарка премії «Оскар» за найкращу жіночу роль (2009). Удостоєна п'ятьох «Золотих глобусів», трьох премій БАФТА, двох «Еммі», премії Європейської кіноакадемії, премії Гільдії кіноакторів США та «Ґреммі». Зіркові ролі — «Розум і почуття» (1995), «Титанік» (1997), «Читець» (2008).

## Життєпис
Кейт Вінслет народилася 5 жовтня 1975 року в Редінгу, графство Беркшир, в сім'ї Роджера Вінслета і Саллі Бріджес, спадкових акторів (хоча й не зіркових: в проміжках між ролями були змушені підробляти). Сестри Кейт, Бет Вінслет і Ганна Вінслет, теж стали акторками. Рано відчувши інтерес до сцени, Кейт у віці одина́дцяти років почала вивчати основи акторської майстерності в школі «Redroofs Theatre School» (до 1992 року).
22 листопада 1998 Вінслет одружилася з помічником режисера Джимом Треплтоном, з яким познайомилася під час знімання фільму «Експрес до Марракеша» в 1997. У жовтні 2000 народила дочку Мію Гані Треплтон. Через рік пара розлучилася, у вересні 2001 Вінслет повідомила про розрив, а в листопаді підтвердила чутки про стосунки з режисером Семом Мендесом, з яким одружилася 24 травня 2003 року (церемонія одруження відбулася на острові Ангілья в Карибському морі). 22 грудня у Нью-Йорку Вінслет народила сина Джо Алфі. У березні 2010 року оголошено про розлучення Мендеса і Вінслет.. Через півтора року, на зніманні для журналу «Harper's Bazaar» Вінслет розповіла про розлучення. Пізніше повідомлялося про стосунки Вінслет з моделлю Луїсом Даулером та племінником мільярдера Річарда Бренсона Недом Рокнроллом, з яким акторка таємно одружилася у грудні 2012 року. Весілля планували святкувати в космосі, на судні компанії «Virgin Galactic», власником якої є Річард Бренсон. Коли точно відбудеться політ, не повідомляється.

## Кар'єра
Перший акторський досвід Кейт Вінслет отримала у 12-річному віці, знявшись у рекламі. 1991 року виконала епізодичну роль в телесеріалі «Темний час року» (Dark Season). Також на початку 90-х періодично грала в театрі.
Першою серйозною роботою стала роль Джульєтт Гальм у трилері Пітера Джексона «Небесні створіння» (1994), на яку Вінслет була обрана з 175-ти претенденток. Наступною вагомою роботою Вінслет стала мелодрама тайванського режисера Енга Лі «Розум і почуття» (1995) за мотивами однойменного роману Джейн Остін. За неї 21-річна Вінслет здобула премію БАФТА і номінацію на премію «Оскар за найкращу жіночу роль другого плану». Два наступних фільми Вінслет, що вийшли в 1996 році, теж зірвали куш. Спочатку з Крістофером Екклестоном знялася в мелодрамі «Джуд» за мотивами останнього роману Томаса Гарді, потім на запрошення Кеннета Брана втілила Офелію в «Гамлеті», екранізації трагедії Шекспіра.
Світова слава прийшла до Вінслет після головної ролі у фільмі-катастрофі Джеймса Камерона «Титанік» (1997). Вона втілила красуню-аристократку Розу, яка закохується у простого хлопця Джека, персонажа Леонардо ДіКапріо, на борту зловісного лайнера. Картина стала найкасовішим фільмом в історії (до виходу «Аватара») і завоювала 11 Оскарів, а Вінслет отримала номінацію на «Оскар».
Ставши зіркою, Вінслет стала відбирати цікавіші фільми з образами, які її надихають, незалежно від суми гонорару. Так акторка відхилила пропозицію знятися в двох мелодрамах «Закоханий Шекспір» (1998) та «Анна і король» (1999) і працювала у кількох малобюджетних картинах, наприклад «Священний дим» (1999) Джейн Кемпіон. Потім знялася в історичній драмі «Перо маркіза де Сада» (2000), де її партнерами були Джеффрі Раш та Хоакін Фенікс.
У 2000 році Вінслет взяла участь у записі альбому під назвою «Listen To the Storyteller» і отримала за нього премію Ґреммі в категорії «Найкращий мовний альбом для дітей».
Знялася у військовому трилері «Енігма» (2001), який не досяг значного успіху, що компенсувала біографічна драма «Айріс» (2001) про життя письменниці Айріс Мердок. Вінслет виконала роль Мердок у молодості, а в зрілішому віці її зіграла Джуді Денч. Обидві акторки за роль номіновані на «Оскар» і «Золотий Глобус». 2003 року сталася ще одна невдача, на екрани вийшла провалена в прокаті кримінальна драма Алана Паркера «Життя Девіда Ґейла» в парі з Кевіном Спейсі. Наступні роботи Вінслет компенсували цей провал.
2004 року зіграла у пронизливій мелодрамі Мішеля Гондрі «Вічне сяйво чистого розуму» за сценарієм Чарлі Кауфмана. За роль Клементини Вінслет отримала четверту номінацію на Оскар, номінована на БАФТА і Золотий глобус. Другим фільмом у 2004 була біографічна драма Марка Форстера «Чарівна країна» про кілька місяців з життя письменника Джеймса Баррі (Джоні Депп), протягом яких він спілкувався з дітьми Сільвії Левелін-Девіс, героїні Вінслет, і писав повість «Пітер Пен». 2005 року Вінслет виконала роль другого плану в ексцентричній музичній комедії «Романс та сигарети», режисера і сценариста Джона Туртурро.
У 2006 році Вінслет взяла участь у чотирьох проєктах. Першим стала драма «Все королівське військо» за романом Роберта Пенна Воррена, написаного за мотивами біографії губернатора Луїзіани Х'ю Лонга. Крім Вінслет провідні ролі виконали Шон Пенн, Джуд Лоу та Ентоні Гопкінс. Пізніше Вінслет з'являється в мелодрамі Тодда Філда «Як малі діти», за яку отримала п'яту номінацію на «Оскар», а також номінації на БАФТА і Золотий глобус. Також цього року Вінслет озвучила мишу Ріту в мультфільмі «Змивайся!» і разом з Камерон Діас, Джудом Лоу і Джеком Блеком знялася в романтичній комедії «Відпустка за обміном» про любовні незлагоди двох молодих жінок.
Наприкінці 2008 року вийшли одразу два великі фільми за участю Вінслет: «Читець» і «Життя спочатку». «Читець» — екранізація знаменитого однойменного роману Бернхарда Шлінка. Це історія про кохання юного німецького хлопчика і зрілої жінки, обвинуваченої у геноциді. Вінслет потрапила в проєкт останньої миті, коли Ніколь Кідман відмовилася через вагітність. За роль Вінслет нарешті отримала «Оскар», а також «Золотий глобус» і премію Гільдії акторів США. У фільмі «Життя спочатку» акторка знову з'являється з Леонардо ДіКапріо. Режисером фільму став чоловік Вінслет, Сем Мендес. За цю роль Вінслет одержала «Золотий глобус».
У 2011 Кейт Вінслет виконала головну роль у телесеріалі «Мілдред Пірс», прем'єра якого відбулася навесні 2011 року на HBO. Серіал є рімейком однойменного фільму 1945 року.
Серед подальших робіт ролі у стрічках «Зараза» (2011) Стівена Содерберга та «Різанина» (2011) Романа Полянського.
21 листопада 2012 Кейт Вінслет нагороджена «Орденом Британської імперії» за видатні заслуги в кінематографі. Нагороду вона отримала з рук Королеви Великої Британії Єлизавети II.

## Фільмографія

### Фільми
| Рік  |     | Українська назва                     | Оригінальна назва                     | Роль                          |
| ---- | --- | ------------------------------------ | ------------------------------------- | ----------------------------- |
| 1994 | ф   | Небесні створіння                    | Heavenly Creatures                    | Джульєт Галмі                 |
| 1995 | ф   | Розум і почуття                      | Sense and Sensibility                 | Маріанна Дешвуд               |
| 1995 | ф   | Перший герой при дворі короля Артура | Kid in King Arthur's Court            | королева Сара                 |
| 1996 | ф   | Джуд                                 | Jude                                  | Сью Брайдхед                  |
| 1996 | ф   | Гамлет                               | Hamlet                                | Офелія                        |
| 1997 | ф   | Титанік                              | Titanic                               | Роуз Дьюітт Б'юкейтер         |
| 1998 | ф   | Експрес в Марракеш                   | Hideous Kinky                         | Джулія                        |
| 1999 | мф  | Гарі в країні фей                    | Faeries                               | Бріджит (голос)               |
| 1999 | ф   | Священний дим                        | Holy Smoke!                           | Рут Баррон                    |
| 2000 | ф   | Перо маркіза де Сада                 | Quills                                | Мадлен Леклерк                |
| 2001 | ф   | Енігма                               | Enigma                                | Естер Воллес                  |
| 2001 | ф   | Айріс                                | Iris                                  | юна Айріс Мердок              |
| 2001 | мф  | Різдвяна казка                       | Christmas Carol: The Movie            | Белла (голос)                 |
| 2002 | кф  |                                      | War Game                              | Енні (голос)                  |
| 2003 | ф   | Життя Девіда Гейла                   | The Life of David Gale                | Бітсі Блум                    |
| 2004 | ф   | Вічне сяйво чистого розуму           | Eternal Sunshine of the Spotless Mind | Клементина                    |
| 2004 | ф   | Чарівна країна                       | Finding Neverland                     | Сільвія Левелін-Девіс         |
| 2005 | ф   | Любов і сигарети                     | Romance & Cigarettes                  | Тула                          |
| 2006 | док | Таємниці підводного світу 3D         | Deep Sea 3D                           | оповідачка                    |
| 2006 | мф  | Змивайся                             | Flushed Away                          | Ріта (голос)                  |
| 2006 | ф   | Все королівське військо              | All the King's Men                    | Анна Стентон                  |
| 2006 | ф   | Як малі діти                         | Little Children                       | Сара Пірс                     |
| 2006 | ф   | Відпочинок за обміном                | The Holiday                           | Айріс Сімпкінс                |
| 2007 | ф   | Дівчинка і лисеня                    | The Fox and the Child                 | оповідачка (англ. дубляж)     |
| 2008 | ф   | Читець                               | The Reader                            | Ганна Шміц                    |
| 2008 | ф   | Життя спочатку                       | Revolutionary Road                    | Ейпріл Віллер                 |
| 2011 | ф   | Різанина                             | Carnage                               | Ненсі Коуен                   |
| 2011 | ф   | Зараза                               | Contagion                             | доктор Ерін Мірс              |
| 2013 | ф   | Муві 43                              | Movie 43                              | Бет (Сегмент: «The Catch»)    |
| 2013 | ф   | День праці                           | Labor Day                             | Адель Вілер                   |
| 2014 | ф   | Невеликий гармидер                   | A Little Chaos                        | Сабіна Де Барра               |
| 2014 | ф   | Дивергент                            | Divergent                             | Джанін Меттьюс                |
| 2015 | ф   | Інсургент                            | Insurgent                             | Джанін Меттьюс                |
| 2015 | ф   | Стів Джобс                           | Steve Jobs                            | Джоанна Хоффман               |
| 2015 | ф   | Кравчиня                             | The Dressmaker                        | Тіллі Даннедж                 |
| 2016 | ф   | Три дев'ятки                         | Triple 9                              | Ірина Власов                  |
| 2016 | ф   | Прихована краса                      | Collateral Beauty                     | Клер Вілсон                   |
| 2017 | ф   | Гора між нами                        | The Mountain Between Us               | Ешлі Нокс                     |
| 2017 | ф   | Колесо чудес                         | Wonder Wheel                          | Джинні                        |
| 2018 | а   | Мері і відьомська квітка             | メアリと魔女の花                      | Мадам Мамблчук (англ. дубляж) |
| 2019 | мф  | Ману                                 | Birds of a Feather                    | Бланш (голос)                 |
| 2019 | ф   | Тихе серце                           | Blackbird                             | Дженніфер                     |
| 2020 | ф   | Амоніт                               | Ammonite                              | Мері Еннінґ                   |
| 2020 | ф   | Чорна Красуня                        | Black Beauty                          | Чорна Красуня (голос)         |
| 2021 | док | Їжа, що веде до вимирання            | Eating Our Way to Extinction          | оповідачка                    |
| 2022 | ф   | Аватар: Шлях води                    | Avatar: The Way of Water              | Ронал                         |
| 2023 | ф   | Лі                                   | Lee                                   | Лі Міллер                     |
| 2025 | ф   | Аватар: Вогонь і попіл               | Avatar: Fire and Ash                  | Ронал                         |

### Телебачення
| Рік       |    | Українська назва                  | Оригінальна назва             | Роль                                    |
| --------- | -- | --------------------------------- | ----------------------------- | --------------------------------------- |
| 1991      | с  | Темний час року                   | Dark Season                   | Ріт (6 епізодів)                        |
| 1992—1993 | с  | Повернися                         | Get Back                      | Елеонора Світ (15 епізодів)             |
| 1993      | с  | Лондонський шпиталь               | Casualty                      | Сюзанна (Епізод: «Family Matters»)      |
| 2004      | тф | Левова сімейка                    | Pride                         | Сукі (голос)                            |
| 2004      | с  | Суботнього вечора в прямому ефірі | Saturday Night Live           | гість (Епізод: «Kate Winslet / Eminem») |
| 2005      | с  | Масовка                           | Extras                        | камео (Епізод: «Kate Winslet»)          |
| 2011      | с  | Мілдред Пірс                      | Mildred Pierce                | Мілдред Пірс (5 епізодів)               |
| 2015      | с  |                                   | Running Wild with Bear Grylls | гість (Епізод: «Kate Winslet»)          |
| 2019—2020 | мс | Долина Мумі-тролів                | Moominvalley                  | Місіс Філлійонк (6 епізодів)            |
| 2021      | с  | Мейр з Істтауна                   | Mare of Easttown              | Мейр Шиєн (7 епізодів)                  |
| 2022      | с  | Я...                              | I Am...                       | Рут (Епізод: «I Am Ruth»)               |
| 2024      | с  | Режим                             | The Regime                    | Олена Вернем (6 епізодів)               |

## Нагороди та номінації
| Нагорода                       | Рік  | Категорія                                            | Робота                     | Результат |
| ------------------------------ | ---- | ---------------------------------------------------- | -------------------------- | --------- |
| Оскар                          | 1996 | Найкраща жіноча роль другого плану                   | Розум і почуття            | Номінація |
| Оскар                          | 1998 | Найкраща жіноча роль                                 | Титанік                    | Номінація |
| Оскар                          | 2002 | Найкраща жіноча роль другого плану                   | Айріс                      | Номінація |
| Оскар                          | 2005 | Найкраща жіноча роль                                 | Вічне сяйво чистого розуму | Номінація |
| Оскар                          | 2007 | Найкраща жіноча роль                                 | Як малі діти               | Номінація |
| Оскар                          | 2009 | Найкраща жіноча роль                                 | Читець                     | Перемога  |
| Оскар                          | 2016 | Найкраща жіноча роль другого плану                   | Стів Джобс                 | Номінація |
| BAFTA Film Awards              | 1996 | Найкраща жіноча роль другого плану                   | Розум і почуття            | Перемога  |
| BAFTA Film Awards              | 2002 | Найкраща жіноча роль другого плану                   | Айріс                      | Номінація |
| BAFTA Film Awards              | 2005 | Найкраща жіноча роль                                 | Вічне сяйво чистого розуму | Номінація |
| BAFTA Film Awards              | 2005 | Найкраща жіноча роль                                 | Чарівна країна             | Номінація |
| BAFTA Film Awards              | 2007 | Найкраща жіноча роль                                 | Як малі діти               | Номінація |
| BAFTA Film Awards              | 2009 | Найкраща жіноча роль                                 | Життя спочатку             | Номінація |
| BAFTA Film Awards              | 2009 | Найкраща жіноча роль                                 | Читець                     | Перемога  |
| BAFTA Film Awards              | 2016 | Найкраща жіноча роль другого плану                   | Стів Джобс                 | Перемога  |
| BAFTA TV Awards                | 2022 | Найкраща жіноча роль                                 | Мейр з Істтауна            | Номінація |
| Золотий глобус                 | 1996 | Найкраща жіноча роль другого плану                   | Розум і почуття            | Номінація |
| Золотий глобус                 | 1998 | Найкраща жіноча роль — драма                         | Титанік                    | Номінація |
| Золотий глобус                 | 2002 | Найкраща жіноча роль другого плану                   | Айріс                      | Номінація |
| Золотий глобус                 | 2005 | Найкраща жіноча роль — комедія або мюзикл            | Вічне сяйво чистого розуму | Номінація |
| Золотий глобус                 | 2007 | Найкраща жіноча роль — драма                         | Як малі діти               | Номінація |
| Золотий глобус                 | 2009 | Найкраща жіноча роль — драма                         | Життя спочатку             | Перемога  |
| Золотий глобус                 | 2009 | Найкраща жіноча роль другого плану                   | Читець                     | Перемога  |
| Золотий глобус                 | 2012 | Найкраща жіноча роль мінісеріалу або телефільму      | Мілдред Пірс               | Перемога  |
| Золотий глобус                 | 2012 | Найкраща жіноча роль — комедія або мюзикл            | Різанина                   | Номінація |
| Золотий глобус                 | 2014 | Найкраща жіноча роль — драма                         | День праці                 | Номінація |
| Золотий глобус                 | 2016 | Найкраща жіноча роль другого плану                   | Стів Джобс                 | Перемога  |
| Золотий глобус                 | 2022 | Найкраща жіноча роль мінісеріалу або телефільму      | Мейр з Істтауна            | Перемога  |
| Еммі                           | 2006 | Найкраща запрошена акторка в комедійному телесеріалі | Масовка                    | Номінація |
| Еммі                           | 2011 | Найкраща жіноча роль мінісеріалу або телефільму      | Мілдред Пірс               | Перемога  |
| Еммі                           | 2021 | Найкраща жіноча роль мінісеріалу або телефільму      | Мейр з Істтауна            | Перемога  |
| Еммі                           | 2021 | Найкращий мінісеріал                                 | Мейр з Істтауна            | Номінація |
| Премія Гільдії кіноакторів США | 1996 | Найкраща жіноча роль другого плану                   | Розум і почуття            | Перемога  |
| Премія Гільдії кіноакторів США | 1996 | Найкращий акторський склад в ігровому кіно           | Розум і почуття            | Номінація |
| Премія Гільдії кіноакторів США | 1998 | Найкращий акторський склад в ігровому кіно           | Титанік                    | Номінація |
| Премія Гільдії кіноакторів США | 1998 | Найкраща жіноча роль                                 | Титанік                    | Номінація |
| Премія Гільдії кіноакторів США | 2001 | Найкраща жіноча роль другого плану                   | Перо маркіза де Сада       | Номінація |
| Премія Гільдії кіноакторів США | 2005 | Найкращий акторський склад в ігровому кіно           | Чарівна країна             | Номінація |
| Премія Гільдії кіноакторів США | 2005 | Найкраща жіноча роль                                 | Вічне сяйво чистого розуму | Номінація |
| Премія Гільдії кіноакторів США | 2007 | Найкраща жіноча роль                                 | Як малі діти               | Номінація |
| Премія Гільдії кіноакторів США | 2009 | Найкраща жіноча роль                                 | Життя спочатку             | Номінація |
| Премія Гільдії кіноакторів США | 2009 | Найкраща жіноча роль другого плану                   | Читець                     | Перемога  |
| Премія Гільдії кіноакторів США | 2012 | Найкраща жіноча роль мінісеріалу або телефільму      | Мілдред Пірс               | Перемога  |
| Премія Гільдії кіноакторів США | 2016 | Найкраща жіноча роль другого плану                   | Стів Джобс                 | Номінація |
| Премія Гільдії кіноакторів США | 2022 | Найкраща жіноча роль мінісеріалу або телефільму      | Мейр з Істтауна            | Перемога  |

## Цікаві факти
- Кейт Вінслет, Леонардо ДіКапріо, а також Джеймс Камерон пожертвували гроші на лікування останньої пасажирки лайнера «Титанік», 96-річної Мілвіні Дін.[11]
- Свій Оскар Вінслет тримає у ванній кімнаті.[12]
- В березні 2011 Кейт Вінслет знялася для британського журналу «Vogue». Знялася оголеною для журналу «Vanity Fair»[13], для «Playboy» зніматися відмовилася.[14]
- За результатами опитування, проведеного телекомпанією «ABC» і журналом «People», рейтинг найбільш романтичних пар в кінофільмах очолили Кейт Вінслет і Леонардо ДіКапріо за ролі у фільмі «Титанік».[15]
- В квітні 2011 року Кейт Вінслет стала обличчям американської марки «St. John», яка славиться трикотажними речами класу люкс.[16]
- Фотографії акторки регулярно друкуються у відомих журналах, серед яких «Vanity Fair», «ELLE», «InStyle», «Premiere France».[17]
- У вересні 2011 року Вінслет стала героїнею осіннього номера журналу «V», в якому виступила в образі Елізабет Тейлор.[18]
- В листопаді 2011 року Кейт Вінслет допомогла винести з пожежі 90-річну матір британського бізнесмена Річарда Бренсона,[19] який в знак подяки подарував їй підводну екскурсію до затонулого «Титаніка.[20] Під час цього вечора Вінслет познайомилася з племінником Бренсона — Недом Рокнроллом, з яким зав'язала стосунки.